# Aleksandr Samarski
Aleksandr Andréyevich Samarski (en ruso: Александр Андреевич Самарский; 19 de febrero de 1919, Novo-Ivanovskoe, Gubernia de Yekaterinoslav - 11 de febrero de 2008)
fue un matemático de Rusia que se centró en la matemáticas numéricas, física matemática y la modelación matemática.

## Obras
- con B. M.Budak, A. N. Tichonov: A collection of problems of mathematical physics. Pergamon Press 1964.
- con A. N. Tichonov: Partial differential equations of mathematical physics. 2 Bände. Holden-Day, San Francisco 1964, 1967.
- Theorie der Differenzenverfahren. Geest und Portig, Leipzig 1984.
- con Evegenii S. Nikolaev: Numerical methods for grid equations. 2 Bände. Birkhäuser, 1989.
- Blowup in quasilinear parabolic equations. De Gruyter, 1995.
- Computational heat transfer. 2 Bände Wiley, 1995.
- The theory of difference schemes. Dekker, 2001.
- con A. P. Mikhailov: Principles of mathematical modeling: ideas, methods and examples. Taylor and Francis, 2002.
- con P. P. Matus, Petr N. Vabishchevich: Difference methods with operator factors. Kluwer 2002.
- con Vabishchevich: Numerical methods for solving inverse problems of mathematical physics. de Gruyter, 2007.